# Alliance du Congrès
L'Alliance du Congrès (Congress Alliance en anglais) ou Alliance des Congrès, est une coalition politique sud-africaine informelle, multiraciale, anti-apartheid, dirigée par le Congrès national africain (ANC). Elle fut fondée en 1954 et connue son apogée en 1955 lors de la rédaction de la Charte de la liberté. L'Alliance du congrès constitua le premier front multiracial anti-apartheid.

## Organisations affiliées
- Congrès national africain
- Parti communiste d'Afrique du Sud (interdit)
- Congrès des Démocrates
- Congrès du peuple coloured
- Congrès indien sud-africain
- Fédération des femmes sud-africaines
- South African Congress of Trade Unions (SACTU)